# Spilosmylus misoolensis
Spilosmylus misoolensis is een insect uit de familie watergaasvliegen (Osmylidae), die tot de orde netvleugeligen (Neuroptera) behoort. 
Spilosmylus misoolensis is voor het eerst wetenschappelijk beschreven door New in 1989. De soort komt voor in Papoea.